# Сяноозеро
Сяноозеро (устар. Сяно-озеро (Сянозеро)) — озеро на территории Куземского сельского поселения Кемского района Республики Карелия.

## Общие сведения
Площадь озера — 1,4 км², площадь водосборного бассейна — 163 км². Располагается на высоте 94,2 метров над уровнем моря.
Форма озера продолговатая; вытянуто с запада на восток. Берега каменисто-песчаные, местами заболоченные.
Через озеро протекает Кадиречка, впадающая в реку Поньгома.
Населённые пункты возле озера отсутствуют. Ближайший — посёлок Шомба — расположен в 24 км к югу от озера. К северному берегу подходит лесовозная дорога, ответвляющаяся от трассы Р21 («Кола»).
Код объекта в государственном водном реестре — 02020000711102000003863.